# Grodków (gmina)
Grodków est une gmina mixte du powiat de Brzeg, Opole, dans le sud-ouest de la Pologne. Son siège est la ville de Grodków, qui se situe environ 22 km au sud de Brzeg et 41 km à l'ouest de la capitale régionale Opole.
La gmina couvre une superficie de 286,39 km2 pour une population de 19 743 habitants.

## Géographie
Outre la ville de Grodków, la gmina inclut les villages de Bąków, Bogdanów, Gałązczyce, Gierów, Głębocko, Gnojna, Gola Grodkowska, Jaszów, Jędrzejów, Jeszkotle, Kobiela, Kolnica, Kopice, Lipowa, Lubcz, Mikołajowa, Młodoszowice, Nowa Wieś Mała, Osiek Grodkowski, Polana, Przylesie Dolne, Rogów, Starowice, Strzegów, Sulisław, Tarnów Grodkowski, Więcmierzyce, Wierzbna, Wierzbnik, Wojnowiczki, Wojsław, Wójtowice, Żarów, Żelazna et Zielonkowice.
La gmina borde les gminy de Kamiennik, Niemodlin, Olszanka, Pakosławice, Przeworno, Skoroszyce et Wiązów.